# St. Albanus (Weyersfeld)

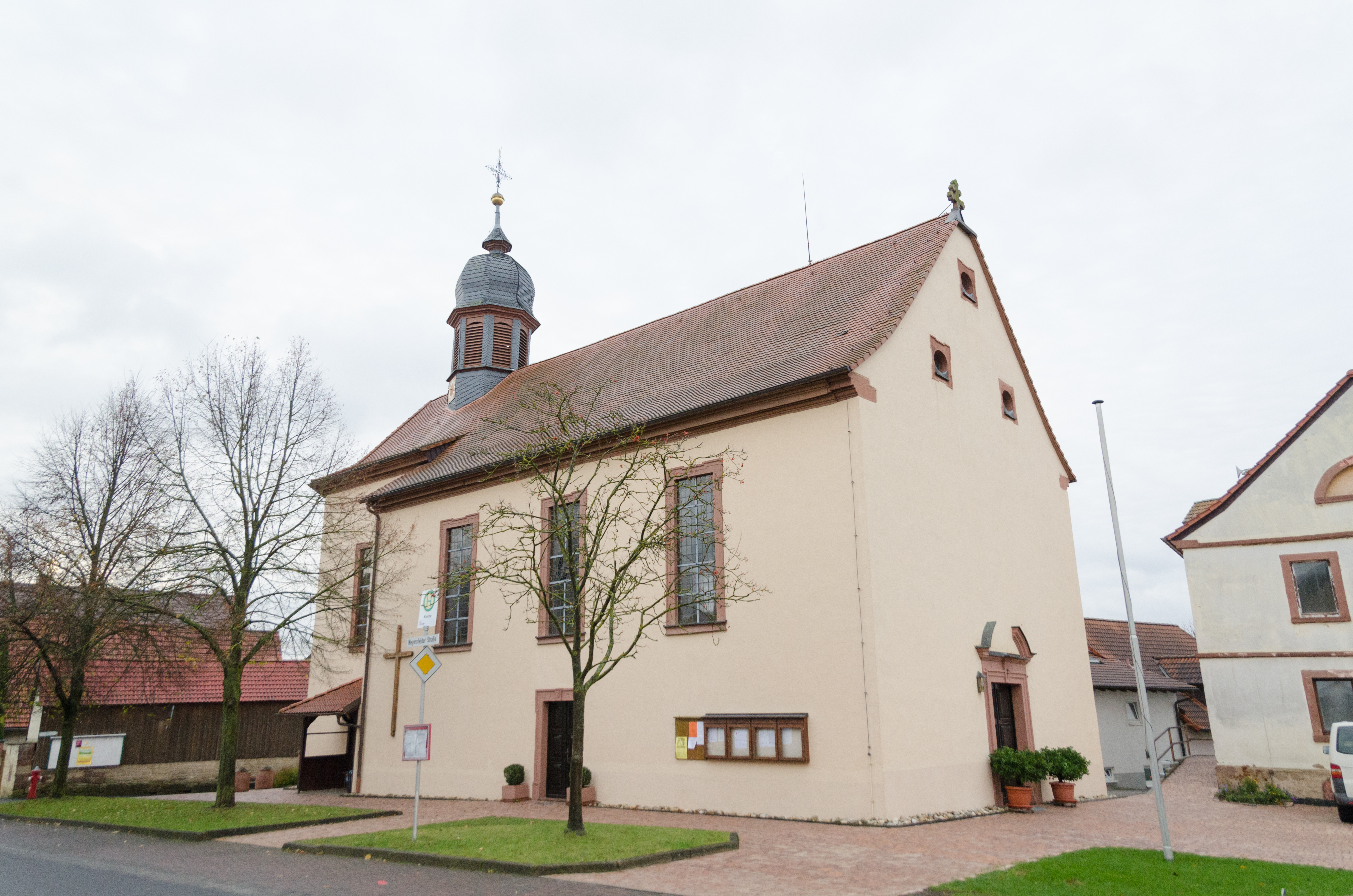
St. Albanus (Weyersfeld)

Die römisch-katholische Filialkirche St. Albanus steht in Weyersfeld, einem Gemeindeteil von Karsbach im unterfränkischen Landkreis Main-Spessart in Bayern. Das denkmalgeschützte Bauwerk entstand Mitte des 18. Jahrhunderts. Die Kirche gehört zur Pfarreiengemeinschaft Unter der Homburg (Gössenheim) im Dekanat Karlstadt des Bistums Würzburg.

## Beschreibung
Die barocke Saalkirche wurde 1740 erbaut. Sie besteht aus einem Langhaus, das mit einem Satteldach bedeckt ist, und einem eingezogenen, dreiseitig geschlossenen Chor im Osten. Aus dem Dach des Chors erhebt sich ein achteckiger, schiefergedeckter Dachreiter, der mit einer Zwiebelhaube bedeckt ist. Das Portal im Westen ist mit einem Sprenggiebel bedeckt. Der Innenraum des Langhauses hat im Westen eine Empore, auf der die Orgel steht. Sie hat 15 Register, 2 Manuale und ein Pedal und wurde 1996 von Rolf Weiß in den 1744 von Johann Philipp Seuffert gebauten Prospekt eingebaut. Auf dem Altarretabel des Hochaltars ist Alban von Mainz mit einem Schwert und dem Haupt in seinen Händen dargestellt.